# Derovatellus erratus
Derovatellus erratus är en skalbaggsart som beskrevs av Olof Biström 1979. Derovatellus erratus ingår i släktet Derovatellus och familjen dykare. Inga underarter finns listade i Catalogue of Life.